# Application semi-linéaire
En algèbre linéaire, en particulier en géométrie projective, une application semi-linéaire entre les espaces vectoriels V et W sur un corps K est une fonction qui est une application linéaire « à torsion près », donc semi -linéaire, où « torsion » signifie « automorphisme de corps de K ». Explicitement, c'est une application T : V → W telle que :
- {\displaystyle T} est additive par rapport à l'addition vectorielle : {\displaystyle T(v+v')=T(v)+T(v')} pour tous {\displaystyle v} et {\displaystyle v'}de {\displaystyle V} ;
- il existe un automorphisme de corps θ de K tel que {\displaystyle T(\lambda v)=\lambda ^{\theta }T(v)}, où {\displaystyle \lambda ^{\theta }} est l'image du scalaire {\displaystyle \lambda } par l'automorphisme {\displaystyle \theta }. Si un tel automorphisme existe et que T est non nul, il est unique ; on dit alors que T est θ-semi-linéaire.

Si les espaces de départ et d'arrivée de T coïncident (c'est-à-dire T : V → V ), on peut utiliser le terme de transformation semi-linéaire. Les transformations semi-linéaires inversibles d'un espace vectoriel V donné (pour tous les choix d'automorphisme de corps) forment un groupe, appelé groupe semi-linéaire général et noté {\displaystyle \operatorname {\Gamma L} (V),} par analogie avec et en prolongeant le groupe linéaire général. Le cas particulier où le corps est celui des nombres complexes ℂ et l'automorphisme est la conjugaison complexe, une application semi-linéaire est appelée une application antilinéaire.
Des notations similaires (en remplaçant les lettres latines par des grecques) sont utilisées pour les analogues semi-linéaires de transformations linéaires plus restreinte ; formellement, le produit semi-direct d'un groupe linéaire avec le groupe de Galois d'automorphismes de corps. Par exemple, PΣU est utilisé pour les analogues semi-linéaires du groupe unitaire spécial projectif PSU. Il faut cependant noter, même si cela n'a été établi que récemment, que ces groupes semi-linéaires généralisés ne sont pas bien définis, comme indiqué dans (Bray, Holt et Roney-Dougal 2009) : en effet, deux groupes classiques isomorphes G et H (sous-groupes de SL) peuvent avoir des extensions semi-linéaires non isomorphes. Au niveau des produits semi-directs, cela correspond à des actions différentes du groupe de Galois sur un groupe abstrait donné, vu qu'un produit semi-direct dépend de deux groupes et d'une action. Si l'extension n'est pas unique, il y a exactement deux extensions semi-linéaires ; par exemple, les groupes symplectiques ont une extension semi-linéaire unique, tandis que SU(n, q) a deux extensions si n est pair et q est impair, et de même pour PSU.

## Définition
Une application f : V → W entre deux espaces vectoriels V et W sur des corps K et L respectivement est σ -semi-linéaire, ou simplement semi-linéaire, s'il existe un morphisme de corps σ : K → L tel que pour tous x, y dans V et λ dans K on ait
1. {\displaystyle f(x+y)=f(x)+f(y),}
2. {\displaystyle f(\lambda x)=\sigma (\lambda )f(x).}

Un plongement donné σ d'un corps K dans L permet d'identifier K avec un sous-corps de L, ce qui fait d'une application σ -semi-linéaire une application K-linéaire sous cette identification. Cependant, une application qui est τ -semi-linéaire pour un plongement distinct τ ≠ σ ne sera pas K -linéaire par rapport à l'identification d'origine σ, à moins que f ne soit identiquement nul.
Plus généralement, une application ψ : M → N entre un R-module à droite M et un S-module à gauche N est σ-semi -linéaire s'il existe un antimorphisme d'anneaux σ : R → S tel que pour tous x, y dans M et λ dans R on ait
1. {\displaystyle \psi (x+y)=\psi (x)+\psi (y),}
2. {\displaystyle \psi (x\lambda )=\sigma (\lambda )\psi (x).}

Le terme semi-linéaire s'applique à toute combinaison de modules gauche et droit avec un ajustement approprié des expressions ci-dessus, σ étant un morphisme correspondant aux besoins,.
Le couple {\displaystyle (\psi ,\sigma )} est appelé dimorphisme.

## Notions associées

### Transposition
Soit {\displaystyle \sigma :R\to S} soit un isomorphisme d'anneaux, {\displaystyle M} un {\displaystyle R} -module à droite et {\displaystyle N} un {\displaystyle S} -module à droite, et soit {\displaystyle \psi :M\to N} une application {\displaystyle \sigma }-semi-linéaire. On définit la transposée de {\displaystyle \psi } comme l'application {\displaystyle {}^{\text{t}}\psi :N^{*}\to M^{*}} caractérisée par {\displaystyle \langle y,\psi (x)\rangle =\sigma \left(\left\langle {}^{\text{t}}\psi (y),x\right\rangle \right)\quad {\text{ pour tout }}y\in N^{*}{\text{ et tout }}x\in M.}C'est une application {\displaystyle \sigma ^{-1}}-semi-linéaire.

### Propriété
Soit {\displaystyle \sigma :R\to S} soit un isomorphisme d'anneaux, {\displaystyle M} un {\displaystyle R}-module à droite et {\displaystyle N} un {\displaystyle S}-module à droite, et soit {\displaystyle \psi :M\to N} une application {\displaystyle \sigma }-semi-linéaire. Pour {\displaystyle y\in N^{*}}, l'application{\displaystyle M\to R,\quad x\mapsto \sigma ^{-1}(\langle y,\psi (x)\rangle )} est une forme {\displaystyle R}-linéaire.

## Exemples
- Soit {\displaystyle K=\mathbf {C} }, soit {\displaystyle V=\mathbf {C} ^{n}} muni de la base standard {\displaystyle (e_{1},\ldots ,e_{n})} . On définit l'application {\displaystyle f\colon V\to V} par
{\displaystyle f\left(\sum _{i=1}^{n}z_{i}e_{i}\right)=\sum _{i=1}^{n}{\bar {z}}_{i}e_{i}.}

Alors f est semi-linéaire (par rapport à l'automorphisme de conjugaison complexe) mais pas linéaire.
- Soit {\displaystyle K=\mathbf {F} _{q}} le corps fini de cardinal {\displaystyle q=p^{i}}, où p  est la caractéristique. Soit {\displaystyle \theta :\ell \mapsto \ell ^{\theta }=\ell ^{p}} le morphisme de Frobenius. Par le rêve du première année, on sait qu'il s'agit d'un automorphisme de corps. À chaque application linéaire {\displaystyle f\colon V\to W} entre deux espaces vectoriels V et W sur K, on peut associer une application {\displaystyle \theta }-semi-linéaire
{\displaystyle {\widetilde {f}}\left(\sum _{i=1}^{n}\ell _{i}e_{i}\right):=f\left(\sum _{i=1}^{n}\ell _{i}^{\theta }e_{i}\right).}

En fait, chaque application linéaire peut être convertie en une application semi-linéaire de cette manière. Cela fait partie d'une observation générale rassemblée dans le résultat suivant.
- Soit {\displaystyle R} un anneau non commutatif, {\displaystyle M} un {\displaystyle R}-module à gauche et {\displaystyle \alpha } un élément inversible de {\displaystyle R}. On définit l'application {\displaystyle \varphi \colon M\to M}, {\displaystyle x\mapsto \alpha x}, de sorte que {\displaystyle \varphi (\lambda u)=\alpha \lambda u=(\alpha \lambda \alpha ^{-1})\alpha u=\sigma (\lambda )\varphi (u)}, où {\displaystyle \sigma \colon \lambda \to \alpha \lambda \alpha ^{-1}} est un automorphisme intérieur de {\displaystyle R}. Ainsi, l'homothétie {\displaystyle x\mapsto \alpha x} n'est pas nécessairement linéaire, mais elle est {\displaystyle \sigma }-semi-linéaire[2].

## Groupe semi-linéaire général
Étant donné un espace vectoriel V, l'ensemble de toutes les transformations semi-linéaires inversibles V → V (pour tous les automorphismes de corps) est le groupe ΓL(V).
Le groupe ΓL(V) se décompose en produit semi-direct
{\displaystyle \operatorname {\Gamma L} (V)=\operatorname {GL} (V)\rtimes \operatorname {Aut} (K),}
où Aut(K) est le groupe des automorphismes de K. De même, les transformations semi-linéaires d'autres groupes linéaires peuvent être définies comme le produit semi-direct avec le groupe d'automorphisme, ou plus intrinsèquement comme le groupe des applications semi-linéaires d'un espace vectoriel préservant certaines propriétés.
On identifie Aut(K) à un sous-groupe de ΓL(V) en fixant une base B de V et en définissant les applications semi-linéaires :
{\displaystyle \sum _{b\in B}\ell _{b}b\mapsto \sum _{b\in B}\ell _{b}^{\sigma }b}
pour tout {\displaystyle \sigma \in \operatorname {Aut} (K)}. On notera ce sous-groupe Aut(K)B . On obtient aussi une action usuelle de GL(V) sur ces compléments à GL(V) dans ΓL(V), qui correspond à un changement de base.

### Démonstration
Toute application linéaire est semi-linéaire, donc {\displaystyle \operatorname {GL} (V)\leq \operatorname {\Gamma L} (V)}. Soit une base B de V. À présent, étant donné une application semi-linéaire f par rapport à un automorphisme de corps σ ∈ Aut(K), on définit g : V → V par
{\displaystyle g\left(\sum _{b\in B}\ell _{b}b\right):=\sum _{b\in B}f\left(\ell _{b}^{\sigma ^{-1}}b\right)=\sum _{b\in B}\ell _{b}f(b)}
Comme f(B) est aussi une base de V, il s'ensuit que g est simplement un changement de base de V et donc linéaire et inversible : g ∈ GL(V).
Soit alors {\displaystyle h:=fg^{-1}} . Pour tout {\displaystyle v=\sum _{b\in B}\ell _{b}b} dans V,
{\displaystyle hv=fg^{-1}v=\sum _{b\in B}\ell _{b}^{\sigma }b,}
donc h est appartient au sous-groupe Aut(K) correspondant à la base fixe B. Cette factorisation est unique pour une base fixe B. De plus, GL(V) est normalisé par l'action de Aut(K)B, donc ΓL(V) = GL(V) ⋊ Aut(K).

## Applications

### Géométrie projective
Les groupes {\displaystyle \operatorname {\Gamma L} (V)} étendent les groupes classiques typiques dans GL(V). L'importance de considérer de telles applications découle de la considération de la géométrie projective. L'action induite de {\displaystyle \operatorname {\Gamma L} (V)} sur l'espace projectif associé P(V) donne le groupe semilinéaire projectif, noté {\displaystyle \operatorname {P\Gamma L} (V)}, qui étend le groupe linéaire projectif, PGL(V).
La géométrie projective d'un espace vectoriel V, notée PG(V), est le treillis de tous les sous-espaces de V. Bien qu'une application semi-linéaire typique ne soit pas linéaire, il n'en est pas moins que chaque application semi-linéaire {\displaystyle f\colon V\to W} induit une application qui préserve l'inclusion {\displaystyle f\colon \operatorname {PG} (V)\to \operatorname {PG} (W)}. Autrement dit, toute application semi-linéaire induit une projectivité. La réciproque de cette observation (à l'exception de la droite projective) est le théorème fondamental de la géométrie projective. Ainsi, les applications semi-linéaires sont utiles car elles définissent le groupe d'automorphismes de la géométrie projective d'un espace vectoriel.

### Groupe de Mathieu
Le groupe PΓL(3,4) peut être utilisé pour construire le groupe de Mathieu M24, qui est un des groupes simples sporadiques ; PΓL(3,4) est un sous-groupe maximal de M24 et il existe plusieurs manières de l'étendre au groupe de Mathieu complet.